# ویسپرد
وِیسپَرَد یکی از شش بخشِ اوستا و از ماخذِ اوستایی است.

## ریشه واژه
واژه ویسپَرَد واژه‌ای ترکیبی است و از دو واژه اوستاییِ ویسپِ (ویسپِه) و رَتو ساخته شده و معنای آن همه ردان یا همه سران است.

## درون‌مایه ویسپرد
ویسپرد ۲۳ کرده (بخش) و ۴۰۰۰ واژه دارد و در بارهٔ آیینِ شش گهنبار و نمازهای وابسته به آن است. در متنِ وسپرد از ایزدان، جهانِ مینوی و آسمان و هر چه در آن است و زمین با هر چه بر او است، یاد و ستوده شده‌است. در ویسپرد، همه جشن‌های دینی مزدیسنا و هنگام‌های ستایش و نماز از بامداد و نیمروز و شب و نمازهای افزوده برشمرده شده‌است و هر چه با ستایش و نیایش‌های دینی مزدیسنا پیوستگی دارد، همچون هوم و بَرسم، زُور و مَیزَد و بوی ستوده شده و خشنودیِ رد یا بزرگ مینویِ هر یک از آنان خواسته شده‌است.